# سيدهارث ماليا
سيدهارث ماليا (بالإنجليزية: Siddharth Mallya)‏ هو عارض وممثل أمريكي، ولد في 7 مايو 1987 في لوس أنجلوس في الولايات المتحدة.

## وصلات خارجية
- سيدهارث ماليا على موقع IMDb (الإنجليزية)
- سيدهارث ماليا على موقع قاعدة بيانات الفيلم (الإنجليزية)